# Leszek Wieciech
Leszek Maciej Wieciech (ur. 25 grudnia 1958 w Krakowie) – polski menedżer, konsul generalny RP w Edynburgu (1995–1999).

## Życiorys
Leszek Wieciech ukończył studia w zakresie stosunków międzynarodowych (z specjalnością Azja Południowa) w Moskiewskim Państwowym Instytucie Stosunków Międzynarodowych (1984) oraz studia podyplomowe na Wydziale Prawa i Administracji Uniwersytetu Warszawskiego (1994). Był stypendystą Instytutu Hoovera na Uniwersytecie Stanforda.
W latach 1984–1999 pracował w Ministerstwie Spraw Zagranicznych, zajmując stanowiska zastępcy ambasadora w Pakistanie (1986–1990), wicedyrektora Biura Personalnego MSZ, Konsula Generalnego RP w Edynburgu (1995–1999). Od 1999 związany z branżami energii i klimatu, najpierw jako menedżer w BP Polska (1999–2006), a następnie dyrektor w Clinton Climate Initiative (2008–2009). W latach 2009–2019 w  Polskiej Organizacji Przemysłu i Handlu Naftowego, początkowo jako Dyrektor Generalny, a od 2013 jako Prezes-Dyrektor Generalny, będąc odpowiedzialnym za działania lobbingowe związane z sektorem paliwowym. Od 2020 do 2024 w United Nations Global Compact Network Poland jako przewodniczący Rady/dyrektor programu przeciwdziałania korupcji/Senior Advisor.
Jeden z pionierów edukacji w zakresie odpowiedzialnego biznesu w Polsce, współautor opracowania “Corporate Social Responsibility in Poland. Baseline Study” – UNDP 2007. Propagator bezpieczeństwa na drodze, członek-założyciel stowarzyszenia Partnerstwo dla Bezpieczeństwa Drogowego, od 2018 wiceprezes zarządu. 
Członek Polskiego Komitetu UNICEF (2002–2004), zarządu Brytyjsko-Polskiej Izby Handlowej (2003–2006), Kapituły Orderu Uśmiechu, Komitetu Doradczego Dolnosaksońskiej Rady Miejsc Pamięci, Scottish-Polish Heritage Trust, sieci biznesowej „GlobalScot”. Popularyzator wiedzy o historii kontaktów polsko-szkockich.
Deklaruje znajomość angielskiego, rosyjskiego i urdu. Z dwóch pierwszych języków w 1993 uzyskał uprawnienia tłumacza przysięgłego. 

## Odznaczenia
- Srebrny Medal „Za zasługi dla obronności kraju” (1994)[7]
- Medal Komisji Edukacji Narodowej (2002)[7]
- Brązowy Krzyż Zasługi „za zasługi w działalności na rzecz rozwoju branży paliwowej” (2020)[10]

## Publikacje
- Bezpieczna Flota – standardy bezpieczeństwa w zarządzaniu samochodami służbowymi, Stowarzyszenie Partnerstwo dla Bezpieczeństwa 2006, ISBN 83-920938-1-X [współautor].
- Społeczna odpowiedzialność biznesu w Polsce, Warszawa: UNDP 2007, ISBN 978-83-7556-42-8 [współautor].